# Information Gathering Satellite
Pour les articles homonymes, voir IGS.
IGS  (Information Gathering Satellites (情報収集衛星) c'est-à-dire satellite de renseignement) est une famille de satellite de reconnaissance japonais. Le développement de ces satellites dans le cadre du programme spatial japonais a débuté à la suite du lancement d'un  missile nord-coréen au-dessus du Japon en 1998. La mission principale de ce programme est surveiller les activités militaires des pays voisins en particulier de la Corée du Nord. Le programme est dirigé par le Bureau du Cabinet du Premier ministre du Japon et les informations traités par le Jōhōhonbu. La famille de satellites comprend au début de la décennie 2010 une dizaine de satellites optiques et radar dont environ la moitié sont actifs. Il constitue le deuxième poste du budget spatial du Japon (634 millions € demandés en 2012 soit 20 % du budget total).

## Historique

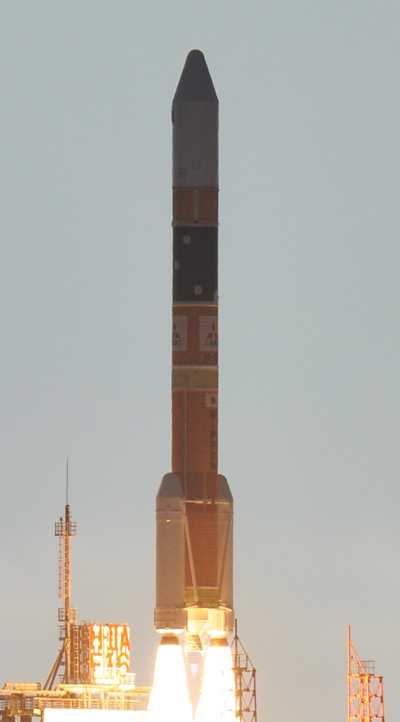
Lancement du 16e exemplaire d'une fusée H-2A emportant un satellite IGS optique le 28 novembre 2009.

### La menace nord-coréenne
En 1994, le Japon envisage de revoir sa politique de longue date lui interdisant l'utilisation de l'espace à des fins militaires. Le lancement d'une fusée censée emporter le satellite nord-coréen Kwangmyŏngsŏng 1 le 31 août 1998 qui passe au-dessus de l'archipel japonais fait réagir la Diète japonaise. Les États-Unis n'ayant pas averti à l'avance leur allié de ce tir, l'assemblée législative japonaise décide le développement d'un système de renseignement spatial national. Le programme IGS est placé sous la responsabilité de l'Agence d'exploration aérospatiale japonaise. À l'époque le Japon a peu d'expérience en matière de satellite d'observation : le premier satellite de télédétection japonais à usage civil, le satellite MOS-1 a été lancé en 1987.

### Première génération (2003)
Le premier couple de satellite de reconnaissance optique et radar IGS 1A et IGS 1B, construits par Mitsubishi Electric, est lancé le 28 mars 2003 par une fusée H-2A depuis la base de lancement de Tanegashima. La durée de vie prévue des satellites IGS est de cinq ans. Le satellite optique qui pèse 850 kg a sans doute une résolution de l'ordre du mètre tandis que le satellite doté d'un radar à synthèse d'ouverture, qui pèse environ 1 200 kg dispose d'une résolution d'environ 3 mètres. Les deux satellites sont d'usage mixte civil et militaire. Durant leur mission, l'appariement des satellites leur a permis de voler sur une orbite 492 km à une distance de séparation de 37 minutes, leur permettant de survoler Pyongyang, la capitale de la Corée du Nord, chaque jour. Le satellite radar s'arrête de fonctionner en mars 2007.

### Générations ultérieures

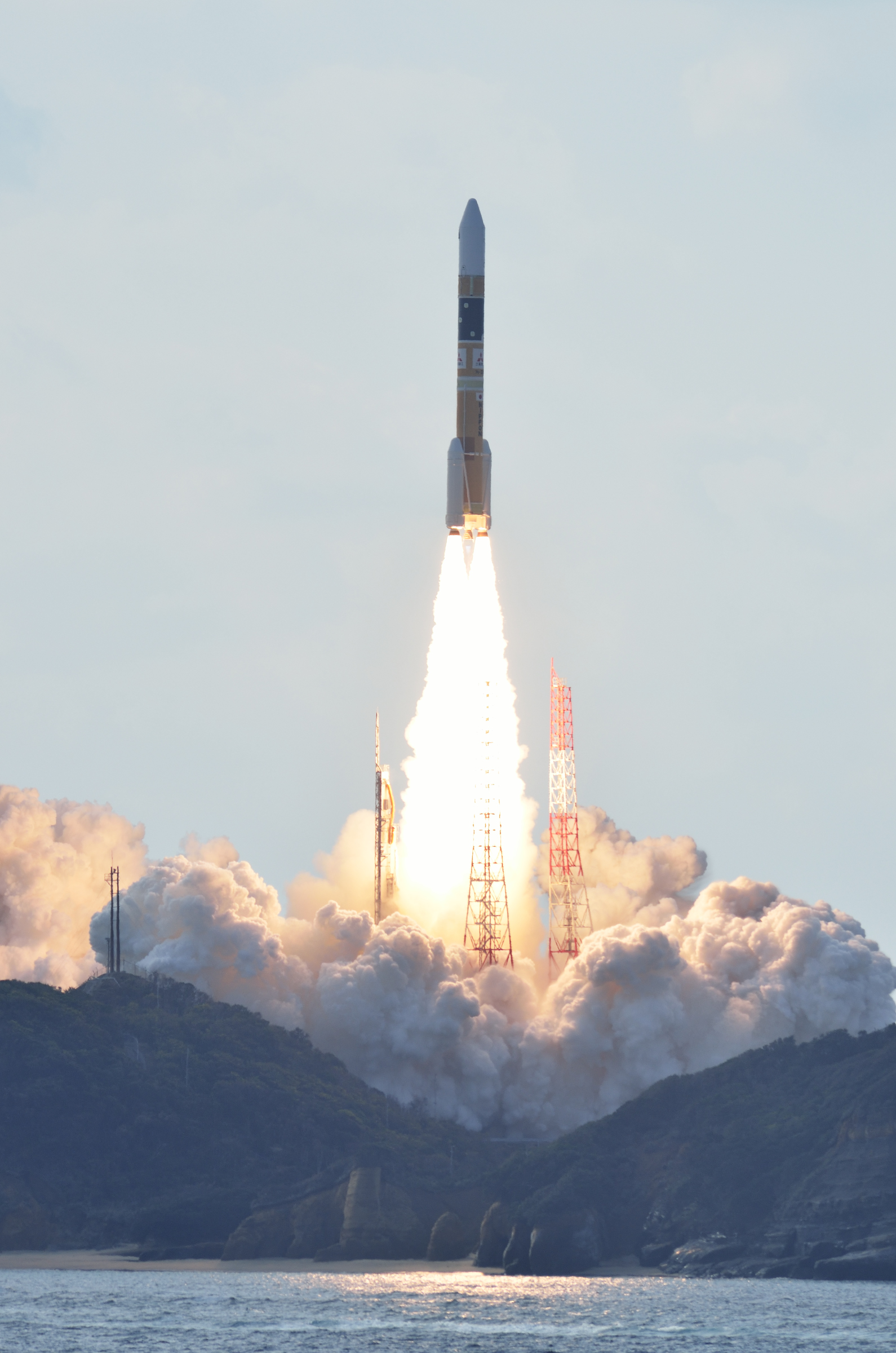
Lancement de la 27e H-IIA le 1er février 2015 emportant un satellite IGS-Radar.

Le programme subit un grave revers lorsque la deuxième paire de satellites de reconnaissance est détruite à la suite de l'échec du lancement de la fusée H-2A le 29 novembre 2003. Le 11 septembre 2006 un satellite de reconnaissance optique IGS 3A est placé en orbite. Le coût du programme est évalué à cette date à plus de 1,6 milliard d'euros. Un deuxième couple de satellites IGS 4V et IGS 3B est lancé le 24 février 2007 par une fusée H-2A. IGS 4V est un satellite optique expérimental à usage mixte civil et militaire.
Le 21 mai 2008, la contrainte qui imposait au Japon de ne pas disposer de satellites aux capacités supérieures à celles des satellites commerciaux est rendue caduque par le vote par la Diète du Japon de la Loi fondamentale sur l’espace qui autorise le Japon à développer dorénavant des capteurs beaucoup plus performants.
Le gouvernement japonais avait planifié le lancement d'un nouveau couple de satellites de reconnaissance optique IGS 5A et radar IGS 4B avec une résolution améliorée de 60 cm en septembre 2009 mais le 28 novembre 2009, seul celui de reconnaissance optique est mis en orbite. Le lancement du satellite d'imagerie optique IGS 4A (Kogaku-4) par une H-2A a lieu le 22 septembre 2011 après plusieurs reports. Son développement a coûté selon le gouvernement japonais 36 milliards de yens (470 millions de dollars américains, et son lancement 10 milliards de yens). Lors de son lancement, seuls 3 satellites IGS étaient opérationnels.
Un nouveau satellite à imagerie radar est lancé le 12 décembre 2011 par le 20e exemplaire d'un H-2. Selon les médias japonais, la mise au point du satellite radar de 2e génération IGS-Radar 3 ayant une résolution estimée à 1 mètre a coûté près de 517 millions de dollars américain et son lancement 133 millions de dollars. Le 27 janvier 2013, une paire de satellites a été lancée, il s'agit d'un prototype de satellite optique de 3e génération avec une résolution de 40 cm ayant une durée de vie estimée à 2 ans et du satellite radar IGS-Radar 4. Le lancement du satellite optique de 3e génération dont le lancement est prévu à l'origine pour 2014 a bénéficié lors du lancement de ce projet d'une demande budgétaire de 6,8 milliards ¥ pour l'exercice fiscal 2009. Il est finalement lancé le 26 mars 2015 après celui d'un satellite radar de secours. Le lancement du satellite de reconnaissance IGS-Optical 6 devant succéder à l'IGS-Optical 4, prévu initialement en 2016, est finalement réalisé en 2018.
En 2014, le Bureau du Cabinet japonais prévoit des lancements jusqu'en 2029. Début 2018, cinq satellites, 3 radars et 2 optiques, faisaient l'objet d'une commande en cours.

## Historique des lancements
| Date de lancement (UTC) | Désignation NORAD | Désignation du gouvernement japonais | Type de senseur | Identifiant COSPAR | Génération                                 | Résolution estimée                                                                      | Paramètres orbitaux initiaux | Lanceur  | Statut                             |
| ----------------------- | ----------------- | ------------------------------------ | --------------- | ------------------ | ------------------------------------------ | --------------------------------------------------------------------------------------- | ---------------------------- | -------- | ---------------------------------- |
| 28 mars 2003            | IGS 1A            | IGS-Optical 1                        | Optique         | 2003-009A          | 1re génération optique                     | Caméra panchromatique: environ 1 m (mono) Caméra multispectrale : environ 5 m (couleur) | 486–491 km, 97,3°, 94,4 min  | H2A 2024 | Retiré du service                  |
| 28 mars 2003            | IGS 1B            | IGS-Radar 1                          | Radar           | 2003-009B          |                                            | Entre 1~3 m                                                                             | 486–491 km, 97,3°, 94,4 min  | H2A 2024 | Non-opérationnel depuis mars 2007  |
| 29 novembre 2003        | IGS 2A            |                                      | Optique         | N/A                | 1re génération optique                     | Identique au IGS 1A                                                                     | nc                           | H2A 2024 | Échec du lancement                 |
| 29 novembre 2003        | IGS 2B            | Idem                                 | Radar           | N/A                | 1re génération radar                       | Identique au IGS 1B                                                                     | nc                           | H2A 2024 | Échec du lancement                 |
| 11 septembre 2006       | IGS 3A            | IGS-Optical 2                        | Optique         | 2006-037A          | 2e génération optique (largement amélioré) | Identique à la 1re génération                                                           | 478–479 km, 97,4°, 94,2 min  | H2A 202  | Retiré du service                  |
| 24 février 2007         | IGS 4V            | IGS-Experimentally Optical 3         | Optique         | 2007-005A          | 2e génération optique                      | Environ 0,6 m                                                                           | 481–494 km, 97,2°, 94,4 min  | H2A 2024 | Retiré du service                  |
| 24 février 2007         | IGS 4B            | IGS-Radar 2                          | Radar           | 2007-005B          | 1re génération radar                       |                                                                                         | 481–494 km, 97,2°, 94,4 min  | H2A 2024 | Non-opérationnel depuis l'été 2010 |
| 28 novembre 2009        | IGS 5A            | IGS-Optical 3                        | Optique         | 2009-066A          | 2e génération optique                      | Environ 0,6 m                                                                           | Inconnu                      | H2A 202  | Retiré du service                  |
| 22 septembre 2011       | IGS 6A            | IGS-Optical 4                        | Optique         | 2011-050A          | 2e génération d'optique                    | - de 0,6 m                                                                              |                              | H2A 202  | Retiré du service                  |
| 12 décembre 2011        | IGS 7A            | IGS-Radar 3                          | Radar           | 2011-075A          | 2e génération radar                        | 1 m                                                                                     |                              | H2A 202  | Opérationnel                       |
| 27 janvier 2013         | IGS 8A            | IGS-Radar 4                          | Radar           | 2013-002A          | 2e génération radar                        | - d'1 m                                                                                 | 483 km × 495 km, 97.4° (#1a) | H2A 202  | Opérationnel                       |
| 27 janvier 2013         | IGS 8B            | IGS-Optical 5V                       | Optique         | 2013-002B          | Prototype 3e génération optique            | 40 cm                                                                                   | 483 km × 495 km, 97.4° (#1a) | H2A 202  | Opérationnel                       |
| 1er février 2015        | IGS 9A            | IGS-Radar Spare                      | Radar           | 2015-004A          | 2e génération radar                        | 1 m                                                                                     |                              | H2A 202  | Opérationnel                       |
| 26 mars 2015            | IGS O-5           | IGS-Optical 5                        | Optique         | 2015-015A          | 3e génération optique                      | 30 cm ou 40 cm                                                                          | 483 km × 495 km, 97,4°       | H2A 202  | Opérationnel                       |
| 17 mars 2017            | IGS RADAR-5       | IGS-Radar 5                          | Radar           | 2017-015A          | 2e génération radar                        | 50 cm                                                                                   | Inconnu                      | H2A 202  | Hors service                       |
| 27 février 2018         | IGS-Optical 6     | IGS-Optique 6                        | Optique         | 2018-021A          | 3e génération optique                      | 30 cm                                                                                   | 485 km × 499 km, 97.21°      | H2A 202  | Opérationnel                       |
| 12 juin 2018            | IGS R-6           | IGS-Radar 6                          | Radar           | 2018-052A          | 2e génération radar                        | 50 cm                                                                                   | Inconnu                      | H2A202   | Opérationnel                       |
| 9 février 2020          | IGS O-7           | IGS-Optical 7                        | Optique         | 2020-009A          |                                            | Performance supérieure à 30 cm                                                          | Inconnu                      | H2A202   |                                    |
| 26 janvier 2023         | IGS RADAR-7       | IGS-Radar 7                          | Radar           | 2023-012A          |                                            | Performances supérieures à celles d'IGS R-6                                             | Inconnu                      | H2A 202  |                                    |
| 12 janvier 2024         | IGS O-8           | IGS-Optical 8                        | Optique         | 2024-010A          |                                            | Performance supérieure à 25 cm                                                          | Inconnu                      | H2A 202  |                                    |
| 26 septembre 2023       | IGS RADAR-8       | IGS-Radar 8                          | Radar           |                    |                                            |                                                                                         | Inconnu                      | H2A 202  |                                    |